# Доунингия Бачигалупи
Доуни́нгия Бачигалу́пи (лат. Downingia bacigalupii) — вид цветковых растений рода Доунингия (Downingia) семейства Колокольчиковые (Campanulaceae).

## Ботаническое описание
Однолетнее травянистое растение с прямостоячим ветвистым стеблем, несущим в узлах мелкие ромбовидные листья. На конце каждой ветви находится 1 или более цветков, каждый 1—2 см шириной.
Цветок имеет 2 верхние доли, плоские, прямые или закрученные назад, с жилками тёмно-синего цвета. Три нижние доли срастаются в одну трёхзубчатую поверхность с тёмно-синими жилками и жёлтыми пятнами посередине, обрамлёнными белым. Тычинки срастаются в одну прямостоячую пурпурную нить, несущую тёмные пыльники.
Плод — растрескивающаяся коробочка 2—5 см длиной.

## Ареал и местообитание
Произрастает на западе США от Калифорнии до Идахо, где растёт на влажных лугах и около прудов.